# روآن ریکتس
روآن ریکتس (انگلیسی: Rohan Ricketts؛ زادهٔ ۲۲ دسامبر ۱۹۸۲) یک بازیکن فوتبال اهل بریتانیا است.